# Итцехое
Итцехое (на немски: Itzehoe, Itzhoe) е град в югозападен Шлезвиг-Холщайн (Германия) на двете страни на река Щьор с 31 035 жители (към 31 декември 2013).